# リチャード・トーマス・ザーヴォナ
リチャード・トーマス・ザーヴォナ（Richard Thomas Zarvona, 1833年10月27日 - 1875年3月17日）、生誕名リチャード・トーマス・ジュニア（Richard Thomas Jr.）は、アメリカ合衆国出身の冒険家、軍人。南北戦争の際、アメリカ連合国陸軍（南部陸軍）の将校として大佐まで務めた。戦時中、女装して蒸気船を乗っ取ったことから、フレンチレディ（the French lady）とあだ名され、南北両軍でその名を知られた。

## 経歴
メリーランド州議会下院議長リチャード・トーマス・シニア（Richard Thomas Sr.）の長男で、同州知事ジェームズ・トーマスの甥にあたる。リチャード・トーマス・ジュニアはパタクセント川の南に位置する一家所有のプランテーション、マタパニー（Mattapany）にて1833年に生まれ、また幼少期を過ごした。
トーマスは3人兄弟の長男で、弟らも後に連合国軍に入隊している。活発なスポーツ少年だったトーマスは、地元のシャーロットホール軍学校とタルボット郡の軍学校に通い、1850年には陸軍士官学校への推薦を得る。189回もの罰点（demerits）を受けながら、どうにか1年間を過ごしたものの、1851年10月には退学した。
子孫に伝わるところによれば、退学後の一時期はカリフォルニアや西部州各地で政府の測量事業に携わっていたという。その後は冒険家として世界中を回り、中国では海賊の襲撃が頻発していた沿岸海運の護衛なども請け負っていたほか、第二次イタリア独立戦争にも従軍した。彼はアメリカでも広く名が知られたジュゼッペ・ガリバルディの元で戦い、ナポリ入城にも居合わせたとされる。しかし1861年初頭に帰国したトーマスは、士官学校では成績が振るわなかったはずのフランス語を流暢に話し、ズアーブ兵にも強い関心を示す一方、イタリア語には依然として不慣れなままだった。また、ザーヴォナ（Zarvona）という姓を加えたのはこの後のことで、死んだフランス人の愛人の姓を取ったものであると子孫には伝わっている。従軍に関する文書が残されていないため、彼がサルデーニャ軍とフランス軍のどちらの側で従軍したのかは定かではない。

### 南北戦争
南北戦争勃発直後の1861年4月19日、ボルチモア市民12名が合衆国軍（北軍）に殺害されたというニュースがセントメアリーズ郡に届き、北部政府に対する抵抗の機運が高まっていた。ボルチモア占領後、マタパニーは南派市民によるゲリラ戦の聖域となり、多くの若者がパタクセント川からボートを出し、チェサピーク湾を経由して半島のポトマック方面へと向かった。メリーランド州議会が北軍によって解散させられた後、ザーヴォナもこのルートでポトマック方面へと向かった。1861年4月26日に従兄弟に宛てて書いた手紙では、ザーヴォナは工兵士官か海軍士官として連合国軍に入隊することを考えており、私掠船や武器の調達について協力を求めている。5月には自ら編成しようと考えていたズアーブ連隊の基幹兵員とするべく、コーン川のほとりで募集したメリーランド兵らの訓練に着手し、後にこの部隊は第47バージニア歩兵連隊にH中隊として組み込まれた。

#### セント・ニコラス号襲撃

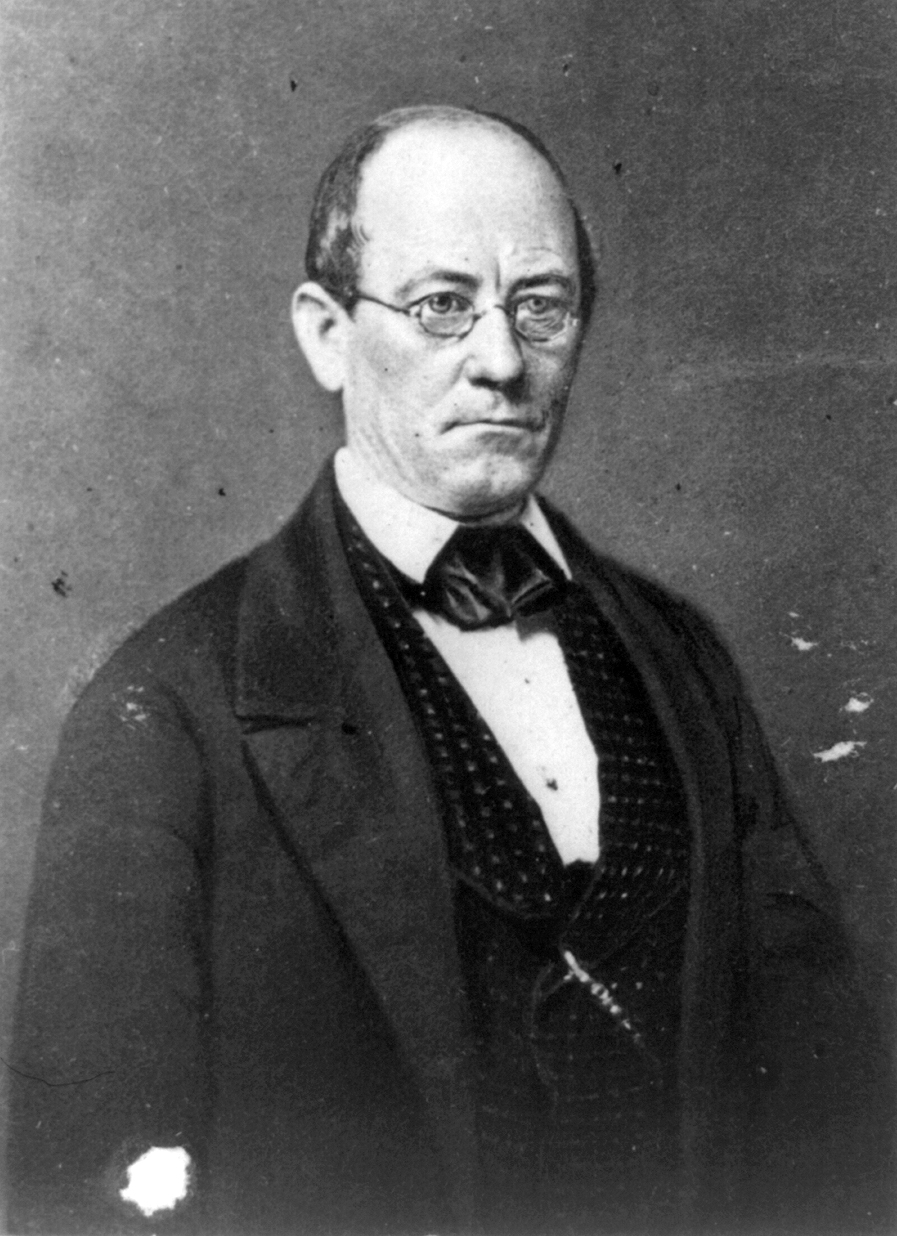
ジョン・レッチャー

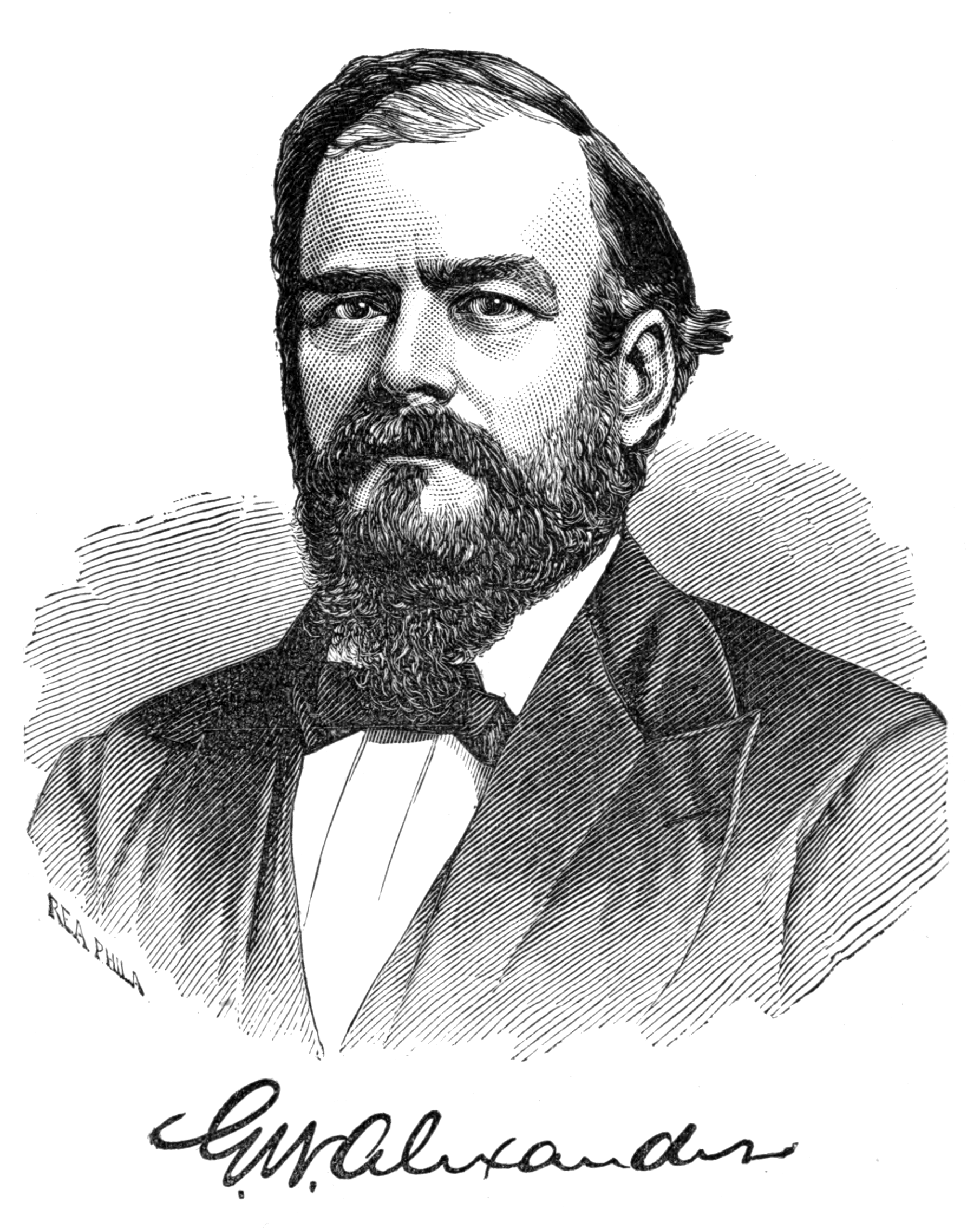
ジョージ・W・アレクサンダー

同時期、ザーヴォナは北軍ポトマック艦隊の旗艦だった砲艦ポーニーの鹵獲を計画し始めた。ポーニーの性能や装備が、ザーヴォナの夢見ていた私掠船の条件に合致していたためである。当時、ポトマック川はバージニア州マチアスポイントに展開する南軍砲兵によって封鎖されており、北軍はワシントンD.C.への物資輸送を行えないままでいた。ポーニーを旗艦とするポトマック艦隊の任務は、これらの南軍砲兵を撃破して封鎖を解除し、首都に至る補給線を確保することだった。
ザーヴォナは親友だった元合衆国海軍機関科士官のジョージ・W・アレクサンダー中尉（George W. Alexander）を伴ってリッチモンドに向かうと、バージニア州知事ジョン・レッチャーに襲撃作戦の計画を説明し援助を求めた。レッチャーはザーヴォナをいささか「風変わり」な人物だと見なしたが、マシュー・フォンテーン・モーリー海軍中佐らを交えての検討の結果、この襲撃作戦は十分実行の意義があるものと判断され、ザーヴォナには指揮官として陸軍中佐の階級が与えられた。レッチャーは連合国海軍省に宛てて、ザーヴォナの襲撃隊のために武器と弾薬を用立てるように要請するとともに、陸軍省を通じてテネシー連隊から抽出した兵員600人と十分な武器をコーン川に用意するように要請した。また、装備の調達や協力者への報酬などに用いる準備金として1,000ドルを渡した。レッチャーは作戦が成功した暁にはザーヴォナに大佐への昇進を認めると約束し、協力者の募集にあたっては大佐という肩書を用いてもよいとした。さらに、レッチャーはザーヴォナ率いる部隊をポトマック・ズアーブ（Potmac Zouaves）と称し、バージニア州の全ての道路および河川を自由に通行する権利を与えた上、州政府隷下の軍および文民職員に対し、ポトマック・ズアーブに敬意を払い、要求には最大限応じるようにとの指示を行っている。
襲撃に先立ち、ザーヴォナはモーリーおよびジョージ・N・ホリンズ海軍中佐と会議の場を設け、細部の詰め込みを行った。計画では、まずザーヴォナがボルチモアにて襲撃参加者の募集と武器の調達を行い、ワシントンD.C.とボルチモアを結ぶ定期航路に就航していた貨客蒸気船セント・ニコラス号（St. Nicholas）に乗り込む。ホリンズは海軍将校および工兵から成る部隊を編成し、途中の船着き場でセント・ニコラス号に乗り込み、ザーヴォナに合流する。そして襲撃隊がセント・ニコラス号を制圧した後、テオフィルス・H・ホームズ准将指揮下の第1テネシー連隊から選抜された兵士を増援として乗船させた上で、ポーニーへの襲撃を行うこととされた。当時、ポーニーは士官宛郵便をセント・ニコラス号のような蒸気船から受け取っており、これを乗っ取ることで容易に接近できると考えられた。
1861年6月、ザーヴォナは北軍船団の監視をくぐり抜けてセントメアリーズ郡に戻り、蒸気船メアリー・ワシントン号（Mary Washington）のボルチモア行の切符を購入した。ボルチモアは北軍の占領下にあったものの、南派市民による地下活動が活発で、潜入したザーヴォナは問題なく人員募集や装備の調達を行った。ザーヴォナはボルチモアにてカットラス、カービン銃、リボルバーなどを調達した後、作戦への志願者15名を選抜した。この時の志願者の1人、ジョージ・ワッツ（George Watts）が後に語ったところによると、彼は「絶望的な任務」の噂を聞いて直ちに志願したのだが、ザーヴォナの第一印象は必ずしも良いものではなかったという。
大佐にはがっかりだったよ。見てくれといえば、小ぎれいな格好で百貨店の売場監督みたいだった。他の連中もそう思ったに違いない。だが、少しして全員が騙されていたって気づいたんだ。信じてくれ、あんなに頭の回転が早い男は見たことがなかった。目だって同じくらいに鋭い。目だよ。わかるか、あの男に見られた瞬間、視線に貫かれるのを感じるんだ。そういうわけで、このあたりのボスが誰かってのを理解するまで、大した時間は掛からなかった。
“I was mighty disappointed with the Colonel. He looked like one of those slick floor walkers in a department store. I think that the other men felt the same as I did but soon, we found we were all fooled. Believe me, Sir, that man had the quickest brain I ever came across, and his eyes were just as quick. Eyes? Why, when that man looked at you, they went right through you. It didn’t take us long to learn who was the boss around here.”
襲撃に先立ち、ザーヴォナは部下全員に変装して他人同士のように振る舞えと命じた。

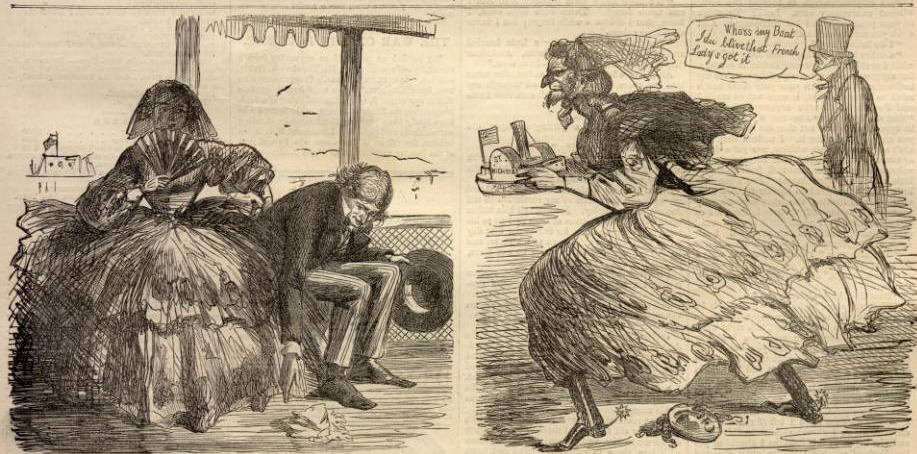
「フレンチレディ」によるセント・ニコラス号襲撃を題材とした風刺画

1861年6月28日、民間人に扮した襲撃隊員らがセント・ニコラス号へと乗り込んだ。彼らは当局の注意を引かないように、1人ずつ別々に乗船手続きを行い、武器も携行していなかった。出港時、セント・ニコラス号には一般の乗客も含めておよそ60人が乗り込んでいた。
乗客の中には、小綺麗な服を着て、フランス訛りの強い英語で話す若い女性と、彼女の兄だという厳つい髭面をした男の2人組がいた。女性はラ・フォルテ（Madame LaForte）と名乗り、ワシントンで帽子の販売事業を始めようとしているのだと語った。ラ・フォルテはいくつかのトランクを持ち込んでいたが、伝えられるところでは、彼女に見惚れた事務長は一番大きな船室を用意し、水夫らに命じてトランクを運び込ませたという。彼女は船員や男性乗客らにフランス訛りの英語で気さくに話しかけていた。この時、目元と頬にヴェールをかけ、扇を開いていて、顔を正面からは見られないように振る舞っていた。また、唇には真っ赤なルージュを引いていた。ラ・フォルテは兄と腕を組んで酒場からダンスホールまでを練り歩き、デッキでは大きな扇を開いては「スペイン人の踊り子」のように振ってみせた。その一見して品のない振る舞いに女性客らは気分を害していた一方、船員の中には彼女にキスしようと試みるものまであったという
真夜中、ポイント・ルックアウトのドッグに停泊した時、初老の紳士を含む数人の男性客が乗り込んだ。
1910年に行われたインタビューで、ワッツは船内にザーヴォナの姿が見当たらないので、大佐は船に乗りそこね、作戦は失敗に向かっているのではないかと不安になったと回想している。しかし真夜中を回る頃、ラ・フォルテの兄と称していた男、すなわちアレクサンダーが彼の元を訪れ、「隣の船室にいる」と伝えた。ワッツが隣の船室に向かうと、既に他の襲撃隊員は集合してラ・フォルテを囲んでおり、ワッツはこの時にラ・フォルテが女装したザーヴォナであることに気づいた。運び込まれたトランクには、カットラス、リボルバー、カービン銃が収められていた。
ズアーブ兵の軍服に着替えたザーヴォナがデッキへと出ると、ポイント・ルックアウトで乗り込んだ初老の紳士、すなわち部下と共に乗り込んだホリンズ中佐がかつらと帽子を脱ぎ捨てて正体を明らかにした。ホリンズはセント・ニコラス号の船長ジェイコブ・カーワン（Jacob Kirwan）にコーン川に向かうように命じたが、船長は水先案内人がいないことを口実に拒否した。ホリンズは命令に従わなければ船を焼き払うとさらに強く脅し、船長はそれでも抵抗したが、他の乗組員らはホリンズに従うことを選んだ。6月29日早朝、コーン川にて増援30人（テネシー兵らの到着は遅れていた）と合流し、この際にボルチモアから乗り込んだ一般乗客らは全ての手荷物を持って退去することが認められた。
コーン川では、ポーニーがワシントンD.C.へと向かったことがザーヴォナに伝えられた。どのように伝えられたのかは定かではなく、ホリンズが事前に調査してあったとか、コーン川で新聞の記事として読んだとも、ポーニーを捜索していた工作員からの報告であったとも言われている。6月27日のマチアスポイントの戦いの最中、ポトマック艦隊司令官ジェームズ・H・ワード代将が戦死しており、艦隊所属の全船舶は既に軍葬のためワシントンD.C.へと撤退していた。当初計画されたポーニー襲撃は断念せざるを得なかったが、ホリンズは合衆国側に察知される前に別の船舶への襲撃を行うことを提案し、セント・ニコラス号をチェサピーク湾へと向かわせた。
6月29日の襲撃において、最初の標的となったのはブラジルからボルチモアへとコーヒーを輸送していたブリッグ船モンティセロ号（Monticello）である。鹵獲されたモンティセロ号は、連合国軍海軍将兵の手でコーヒーが不足していたバージニア州フレデリックスバーグへと向かった。次の標的は、ボストンからワシントンへと氷の輸送を行っていたスクーナー船メアリー・ピアース号（Mary Pierce）で、この船も病院等で氷が不足していたフレデリックスバーグへと送られた。この際、スクーナー船の船長は船を当局に売却して代金を山分けにしないかとホリンズに提案したという。燃料としての石炭が不足すると、ボルチモアからボストンへの石炭輸送を行っていたスクーナー船マーガレット号（Margaret）を襲撃した。セント・ニコラス号鹵獲の露呈と合衆国海軍による追跡を恐れたザーヴォナは、これ以上の襲撃を行わず、3隻目のスクーナー船を曳航してフレデリックスバーグへと向かわせた。
フレデリックスバーグにて、ザーヴォナと襲撃隊員らは英雄として凱旋した。首都リッチモンドでも歓迎を受け、 7月4日には大通りで盛大なパレードが催された。彼らのために催された舞踏会では、ラ・フォルテに扮して登場したザーヴォナが喝采を浴びた。後に笑い話として報じられたところによると、ザーヴォナは何人かの仲間にセント・ニコラス号での女装姿をもう1度見せると言うと、他の客には「すぐに戻る」とだけ伝えて会場を離れた。しばらくの後に見知らぬ女性が会場に現れ、事情を知らぬ何人かが彼女を歓迎し、さらに「彼女に良いところを見せられるまで大佐を締め出しておいてもいいんじゃないか」と相談し始めたところで、突然その女性がスカートをまくりあげてドレスの下の軍服とカットラスを晒し、ザーヴォナその人であることを明かしたのだという。セント・ニコラス号は連合国海軍が買い取り、軍艦ラパハノック（CSS Rappahannock）として運用された。代金は元の持ち主に支払われた。

### 捕虜
北軍では、襲撃直後から「セント・ニコラス号が女装した男に率いられた一味によって乗っ取られ、コーン川を辿って湾に向かった」という旨の通報を受けていた。調査が進む過程で、セント・ニコラス号がポーニー襲撃に用いられるであろうことも突き止められていた。
1861年7月、ザーヴォナは同じ手段を用いた蒸気船襲撃、およびその船を用いた北軍艦襲撃の計画を建てていた。軍資金としてレッチャー知事から受け取った銀行手形を現金化するため、ザーヴォナは変装してボルチモア行のメアリー・ワシントン号に乗り込んだのだが、船長を務めているのがカーワンであることに気づいた。地元紙が報じるところでは、7月9日の出来事である。当時、容疑者の引き受けのためにフェアヘイヴンへ派遣されるバルチモア警察の警察官2人がメアリー・ワシントン号に乗り込んでいた。警官の1人、トーマス・H・カーマイケル警部補（Thomas H Carmichael）は、乗客の中に「フレンチレディ」とその一味が紛れ込んでいることに気づくと、船長を呼んでフォート・マクヘンリーに向かうようにと命じた。進路の変更を不審に思ったザーヴォナは、カーマイケルに何故進路を変えたのかと尋ね、カーマイケルは警察命令によるものだと応じた。次の瞬間、ザーヴォナは部下を呼び集めてピストルを抜き、カーマイケルに銃口を向け、もう1人の警官と共に海に飛び込めと脅した。しかし、女性客が悲鳴を上げて客室から飛び出し、ザーヴォナが気を取られた隙をついて2人の警官もピストルを抜き、周囲の男性客と共にザーヴォナらを取り押さえた。
フォート・マクヘンリーでは、通報を受けたナサニエル・バンクス将軍の命令で派遣された歩兵中隊が待機していた。彼らはただちに乗船して捕虜の拘束にあたったが、ザーヴォナだけは脱走し姿を消していた。その後の徹底した捜索の末、女性客の客室のタンスに隠れていたところを発見された。エドウィン・スタントン合衆国陸軍長官は、この時にもザーヴォナが女装していたと語ったことがあるが、History of the Confederate States Navyの著者ジョン・トーマス・シャーフ（John Thomas Scharf）はこの説を否定している。

### その後
フォートマクヘンリーで収監されたザーヴォナは、反逆および海賊行為について北部当局から起訴された。連合国からの捕虜交換の提案は全て却下された。1861年12月にフォート・ラファイエットに移ってから、ザーヴォナの健康状態は急速に悪化していった。ザーヴォナの状況について報告を受けたレッチャー知事は激怒し、1863年1月には合衆国大統領エイブラハム・リンカーンに宛てて直接手紙を書いている。レッチャーは手紙の中で、ザーヴォナが命令書に基づく軍事作戦として襲撃を実施していたことが明らかであるにもかかわらず、戦時捕虜として正当な扱いを受けていない上、裁判を受けられないまま18ヶ月間も拘束されている事実を指摘し、北部当局を批難した。また、報復としてバージニア監獄に収監されている北軍捕虜の一部を独房に移す旨も書かれていた。2月までに、独房に移された北軍捕虜らがザーヴォナの待遇改善を求める手紙を北部当局に送った。彼らの親族や友人も同様の手紙を書いた。1863年4月11日、ザーヴォナが捕虜交換の対象になった旨が通知された。
1863年5月6日、リッチモンドに到着した時、既にザーヴォナは精神に異常をきたしていた。再会したワッツは、当時のザーヴォナの様子を「残骸...軍務には適さない」（a wreck …unfit for military service）と表現した。ザーヴォナはすぐに地元歩兵連隊の連隊長を志願したが、釈放の条件に違反する可能性が高く、また健康状態を考慮し、最終的に退けられた。彼は失意のうちにアメリカを離れた。その後、何度かメリーランドとフランスを行き来している。1872年には無一文になって帰国し、以後は兄の元で暮らした。1873年、回顧録を執筆するものの、その文章は非常にまとまりのないものだった。晩年は健康状態の悪化と貧困に苦しみ、友人が彼の元を去りゆくことと軍人としての名声が忘れ去られることを恐れながら過ごした。1875年3月17日に死去し、セントメアリーズ郡に埋葬された。